# Janusz Michalski
Janusz Mirosław Michalski (ur. 17 maja 1960) – polski urzędnik państwowy i menedżer, w latach 1997–1999 podsekretarz stanu w Ministerstwie Skarbu Państwa.

## Życiorys
Syn Józefa, zamieszkał w Gdańsku. Od 1 grudnia 1997 do 18 stycznia 1999 pełnił funkcję podsekretarza stanu w Ministerstwie Skarbu z rekomendacji Akcji Wyborczej Solidarność, odpowiedzialnego m.in. za sektory paliwowy, cukrowniczy i alkoholowy. Na początku 1999 był jednym z czterech uczestników konkursu na prezesa PKN Orlen. Podał się do dymisji po krytyce tej kandydatury ze względu na konflikt interesów (w komisji konkursowej zasiadał inny wiceminister). Później od 2000 do 2001 był szefem zarządu Polmosu Poznań, został też wiceprezesem rady nadzorczej Lotosu.